# Hausleitner Erlebnisweg

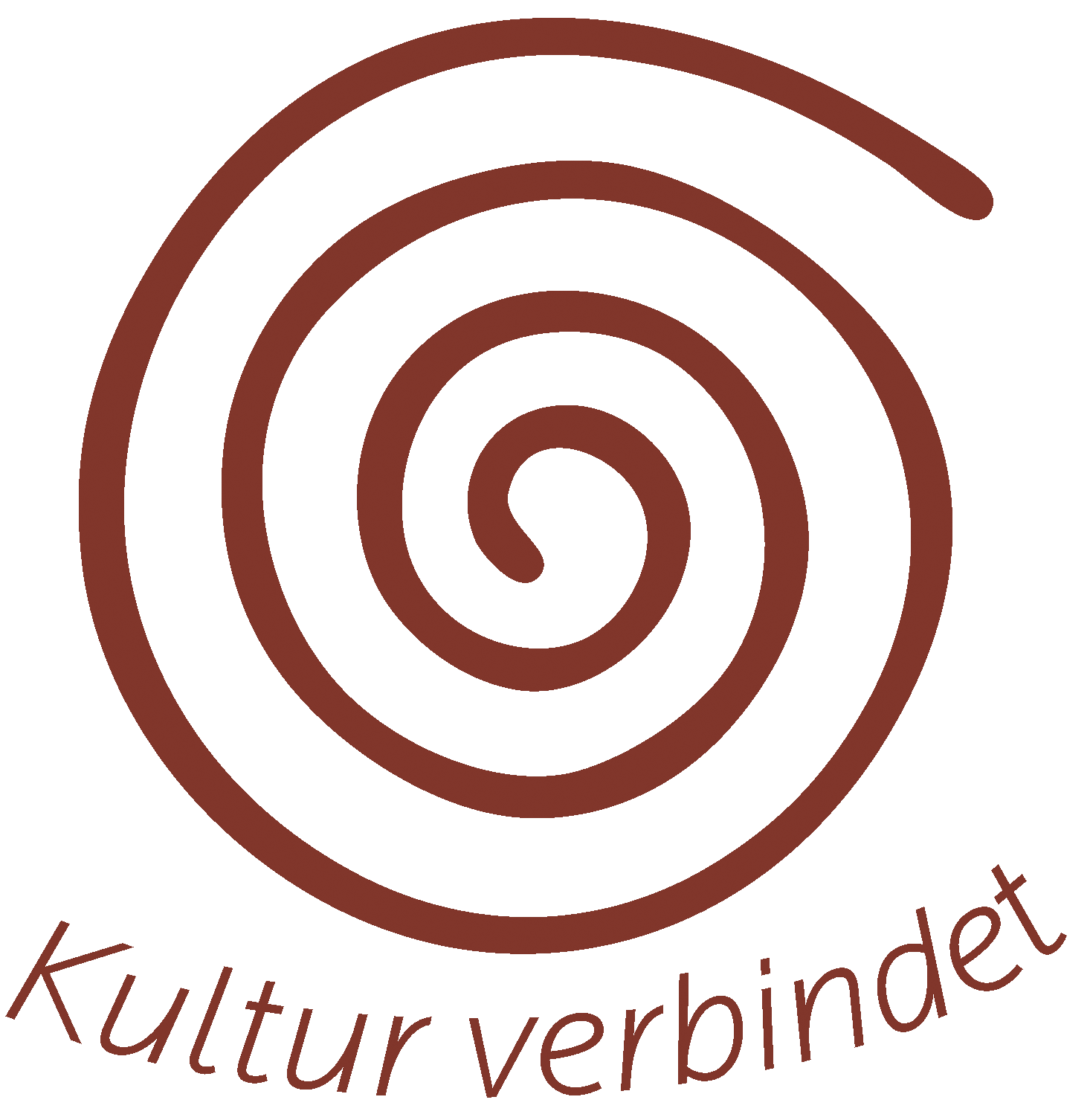
Dieses Signet tragen alle im Zusammenhang mit dem Erlebnisweg Hausleiten stehenden Objekte

Der ca. zehn Kilometer lange Hausleitner Erlebnisweg „Kultur Verbindet“ befindet sich in der Marktgemeinde Hausleiten. Er ist ein von der EU, dem Bund und dem Land Niederösterreich gefördertes Projekt der Leaderregion Weinviertel Donauraum. Diese Förderung machte 60 % der Gesamtkosten aus. Die restlichen 40 % wurden von der Marktgemeinde Hausleiten aufgebracht.
Der Weg wurde am 26. April 2015 der Öffentlichkeit übergeben.

## Verlauf

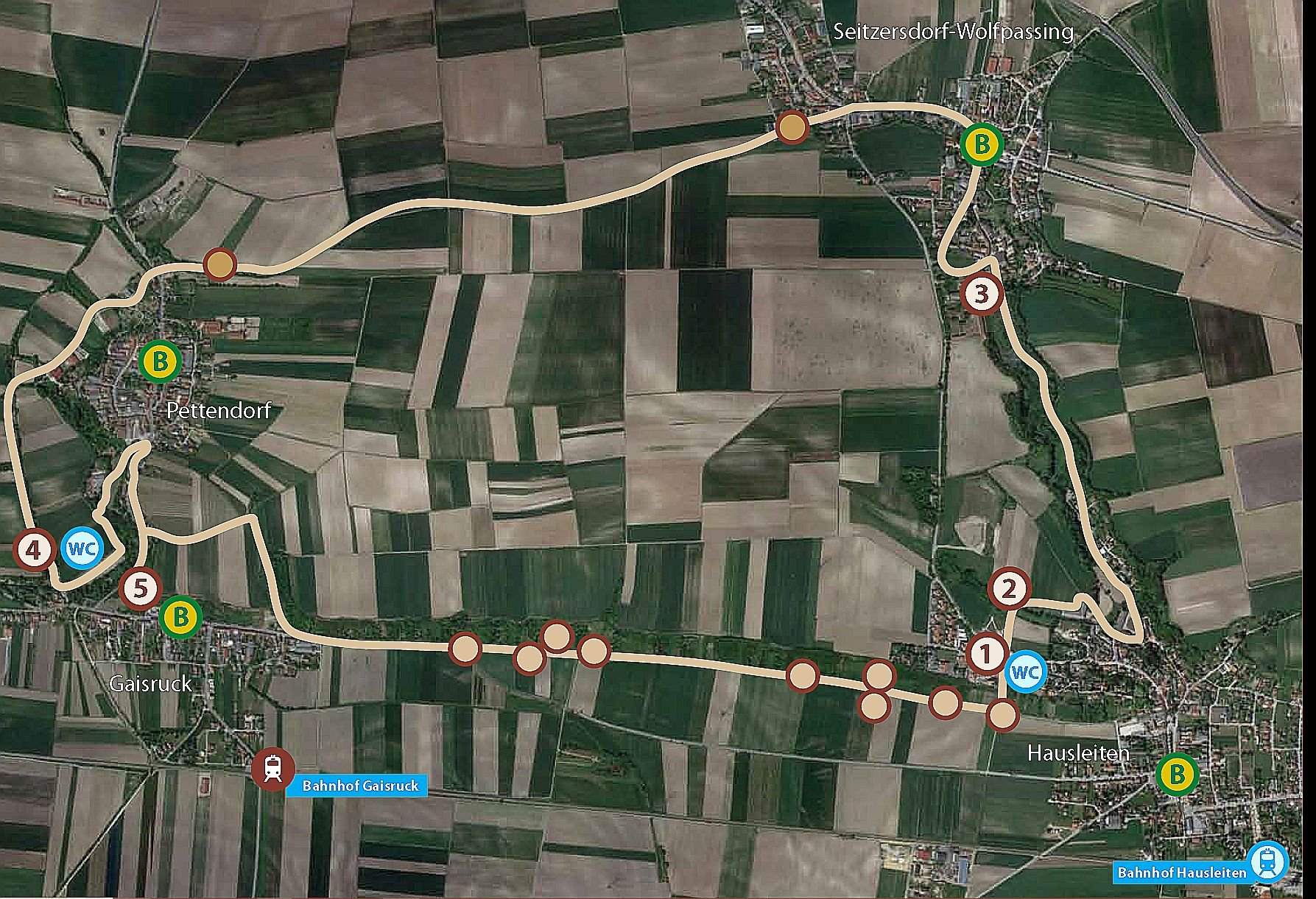
Verlauf des Weges

Die Wanderung durch die Ortschaften, Wälder und Felder am Wagram entlang soll durch Erlebnisstationen den gemeinsamen kulturellen Ursprung der Region und ihre Geschichte zeigen. Neun interaktive Stationen erläutern die Fauna und Flora am Wagram. Entlang des Weges bieten Direktvermarkter Imbisse an. Der Erlebnisweg „Kultur verbindet“ kann auch mit dem Fahrrad oder mit dem Kinderwagen absolviert werden.

### Blick vom Leeberg
Am Leeberg bei Pettendorf – einem Tumulus mit der höchsten Erhebung der Gemeinde – steht ein Viscope-Panorama-Fernrohr mit 360-Grad-Rundsicht. Bei dieser neuen Technik gibt es keine Bildvergrößerung, daher ein großes Gesichtsfeld, in das die Namen von ausgewählten Orten und Bergen der näheren und weiteren Umgebung direkt eingeblendet werden. Das Panorama erstreckt sich vom Michelberg über die Wiener Pforte, den Wienerwald, die NÖ Kalkalpen und Tulln bis in die Wachau und das Schmidatal.

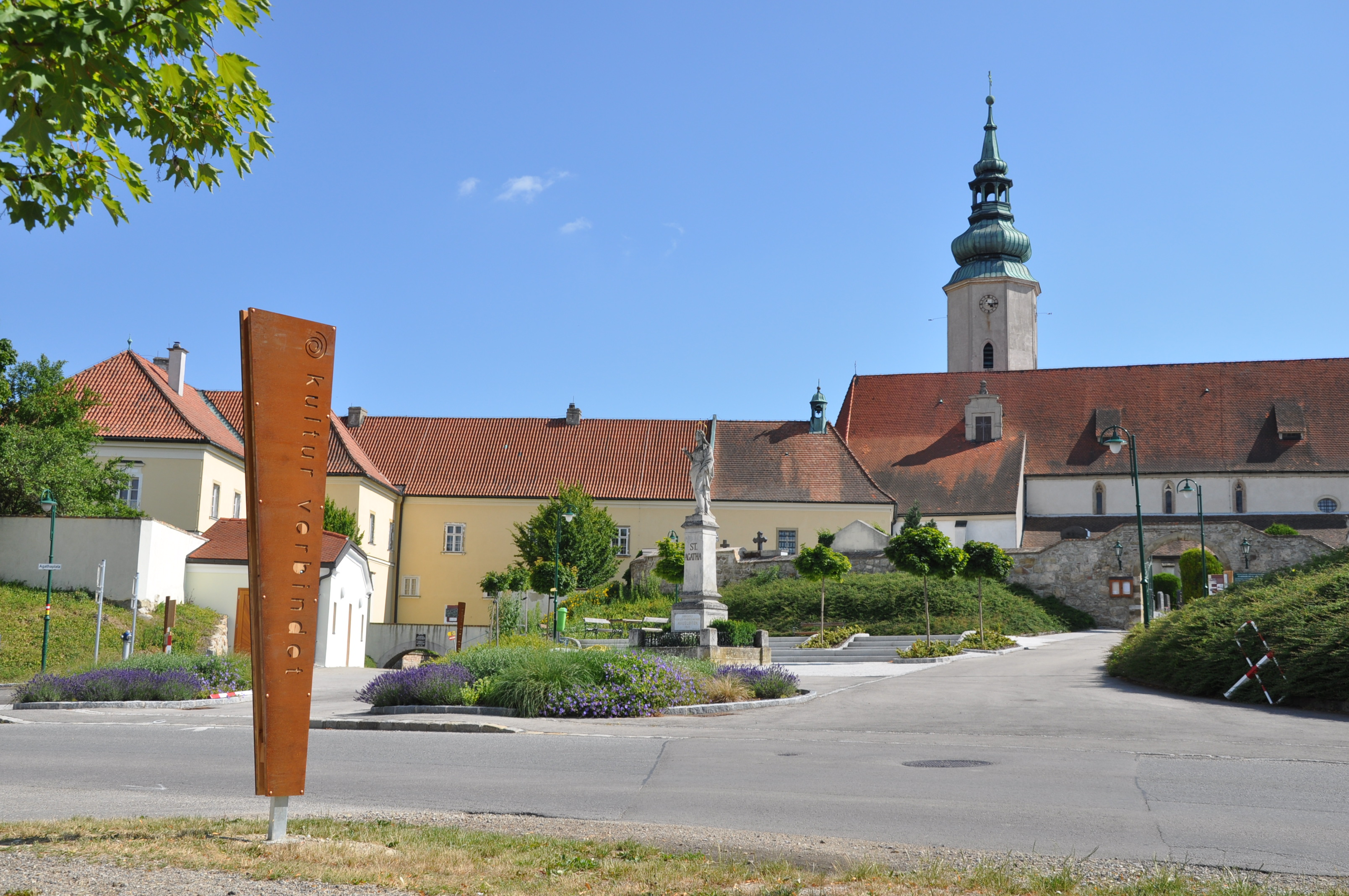
Der Agathaplatz mit der Startsäule des Erlebnisweges Hausleiten
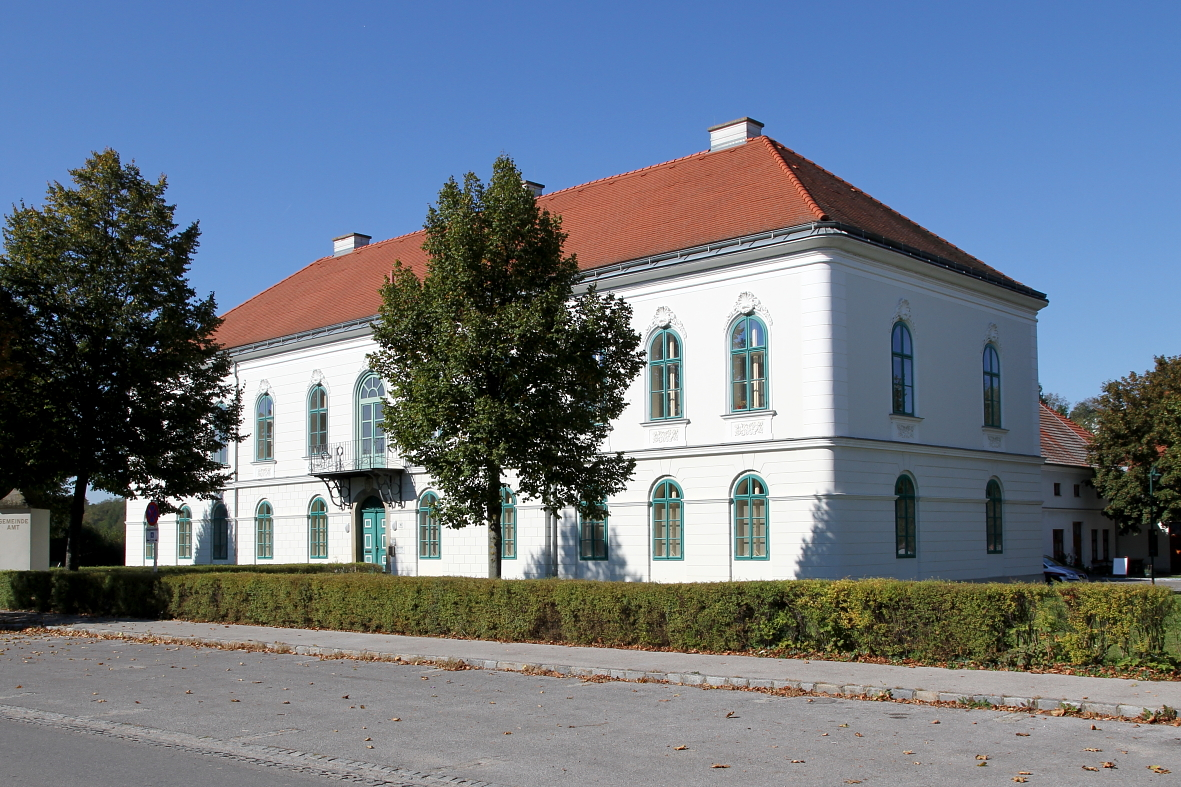
Schloss Hausleiten
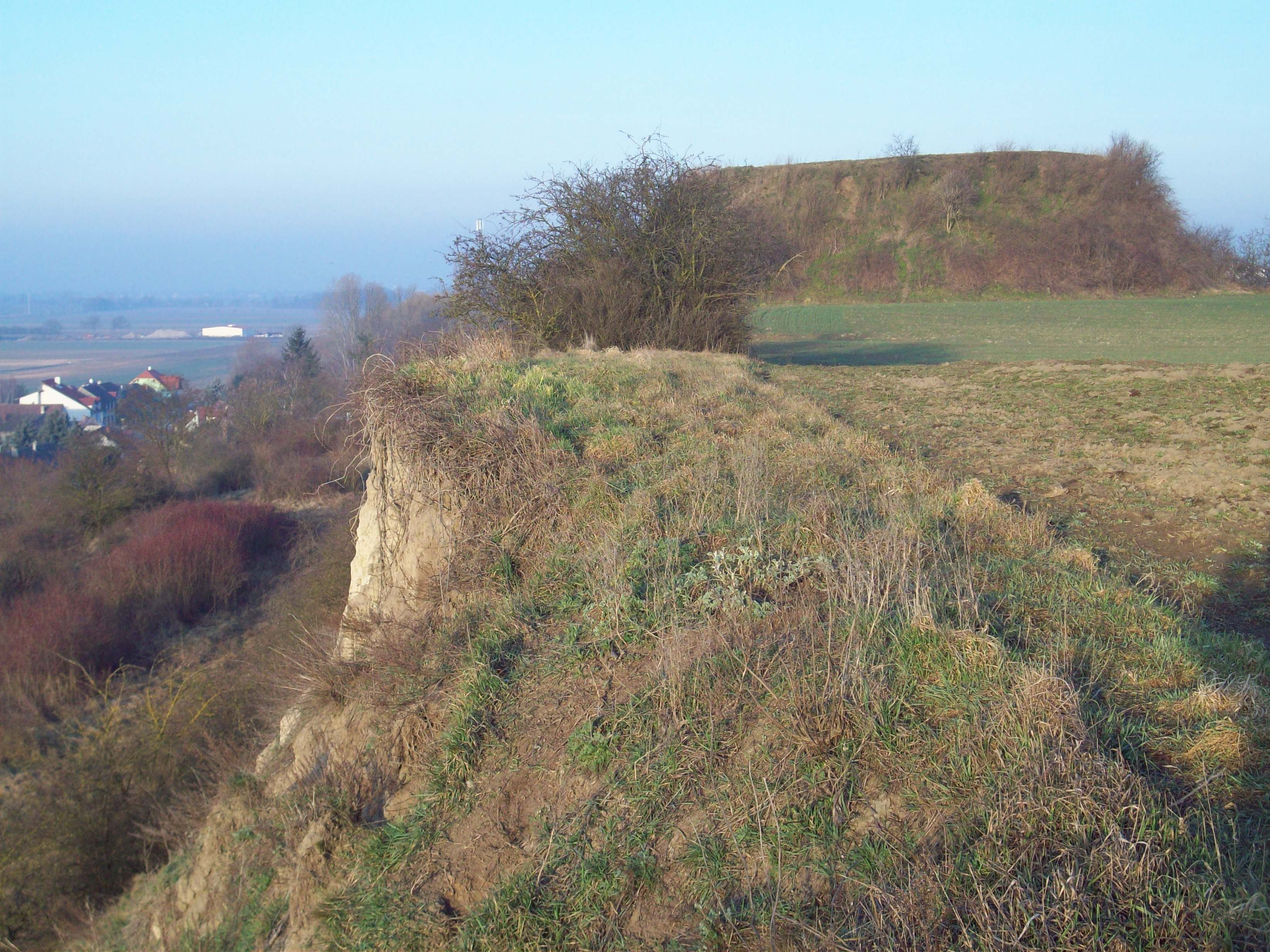
Der höchste Punkt des Erlebnissweges der Leeberg von Pettendorf
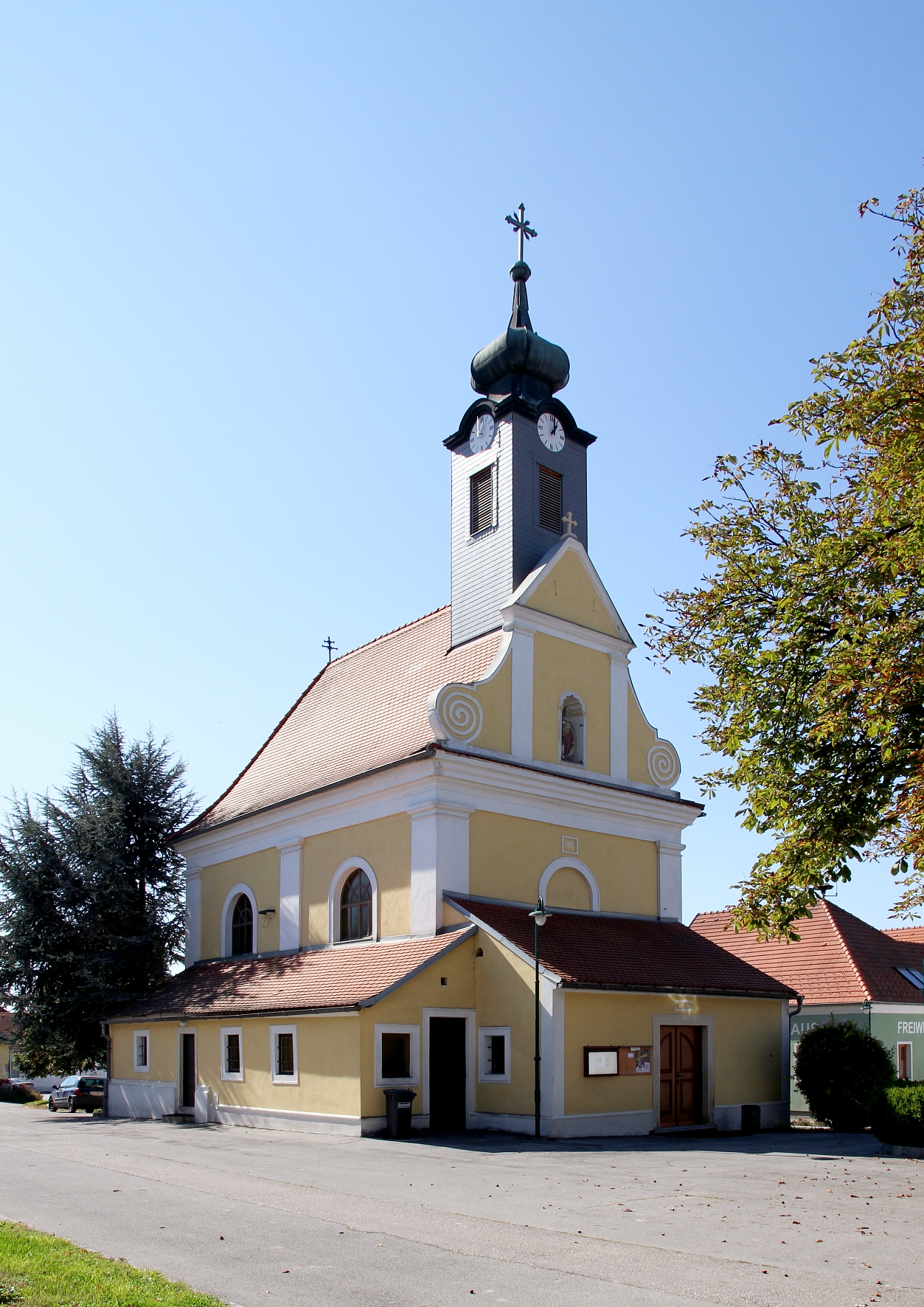
St. Barbara Filialkirche in Pettendorf